# Beterverwagting
Beterverwagting is een dorp in de regio Demerara-Mahaica van Guyana. Het ligt ongeveer 11 km ten oosten van Georgetown. Het dorp Beterverwagting was op 8 mei 1839 gesticht door voormalige slaven.

## Geschiedenis
Beterverwagting was oorspronkelijk een katoenplantage. In 1840 was het eigendom van baron van Groningen die van plan was te emigreren naar Nederland. In navolging van Victoria besloten 62 slaven hun geld bijelkaar te leggen, en kochten op 8 mei de plantage voor $52.000.
In 1842 werd de plantage naast Beterverwagting gekocht door Lambert Christian, en werd het dorp Triumph gesticht. Christian raakte in financiele problemen en de inwoners van Beterverwagting hadden geprobeerd om het land in twee termijnen te kopen. De overheid van Brits-Guiana was het niet eens met de beslissing en kocht het land. Pogingen alsnog het land te kopen draaiden op niets uit. In 1850 werd in Beterverwagting een station geopend aan de Demerara-Berbicespoorlijn dat tot 1970 heeft gefunctioneerd. Triumph en Beterverwagting zijn inmiddels samengegroeid en worden vaak aangeduid als Beterverwagting/Triumph. Tevens behoren ze tot dezelfde gemeente.
Beterverwagting wordt voornamelijk bewoond door Afro-Guyanen. Het dorp heeft winkels, een middelbare school en een kliniek.
Beterverwagting · Buxton · Georgetown · Paradise · Providence · Soesdyke · St. Cuthbert's Mission · Timehri · Triumph · Victoria